# 阿歷山大·拿卡錫迪
阿歷山大·拿卡錫迪（法語：Alexandre Lacazette，法語發音：[alɛksɑ̃dʁ lakazɛt]，1991年5月28日—），是一名法國職業足球員，司職前锋，現效力於沙特职业足球联赛球會尼奥姆，法國國家足球隊成員。
拉卡傑特是法國甲組足球聯賽球會里昂的青訓球員，19歲時首次為球隊一線隊上陣。自2010年效力里昂以來，他已於各項賽事出賽超過250場，並射入超過100球。在2014-15年法甲賽季，他上陣33場，攻入27球，成為賽季神射手，同時獲得法甲年度最佳球員。拉卡傑特曾為里昂贏得法國盃和法國超級盃冠軍。2017年，他以4650萬鎊的價錢轉會至英格蘭超級足球聯賽球會阿仙奴。
拉卡傑特參與過所有法國青年國家隊，在2010年歐洲U-19足球錦標賽時曾隨法國 U19隊出賽，並在決賽擊敗西班牙 U19奪冠。2013年6月，拉卡傑特首次替法國國家足球隊上場，並在2015年3月首次於國家隊進球。

## 早期生涯
拿卡錫迪的家庭來自瓜德罗普，他於7歲時曾效力里昂的地方球會Elan sportif。

## 球會生涯

### 里昂

#### 青年軍時期
拉卡傑特早期在里昂青訓營托拉·沃洛日中心受訓。於青年隊期間，拉卡傑特在2007-08賽季隨隊獲得全國18歲以下足球錦標賽（Championnat National 18 ans）季軍。在2008-09賽季期間，拉卡傑特開始在法國業餘聯賽出賽，總計他出場19次，攻入5球。次季，他有着出色的表現，於聯賽出場22次，攻入12球。

#### 2009-10賽季

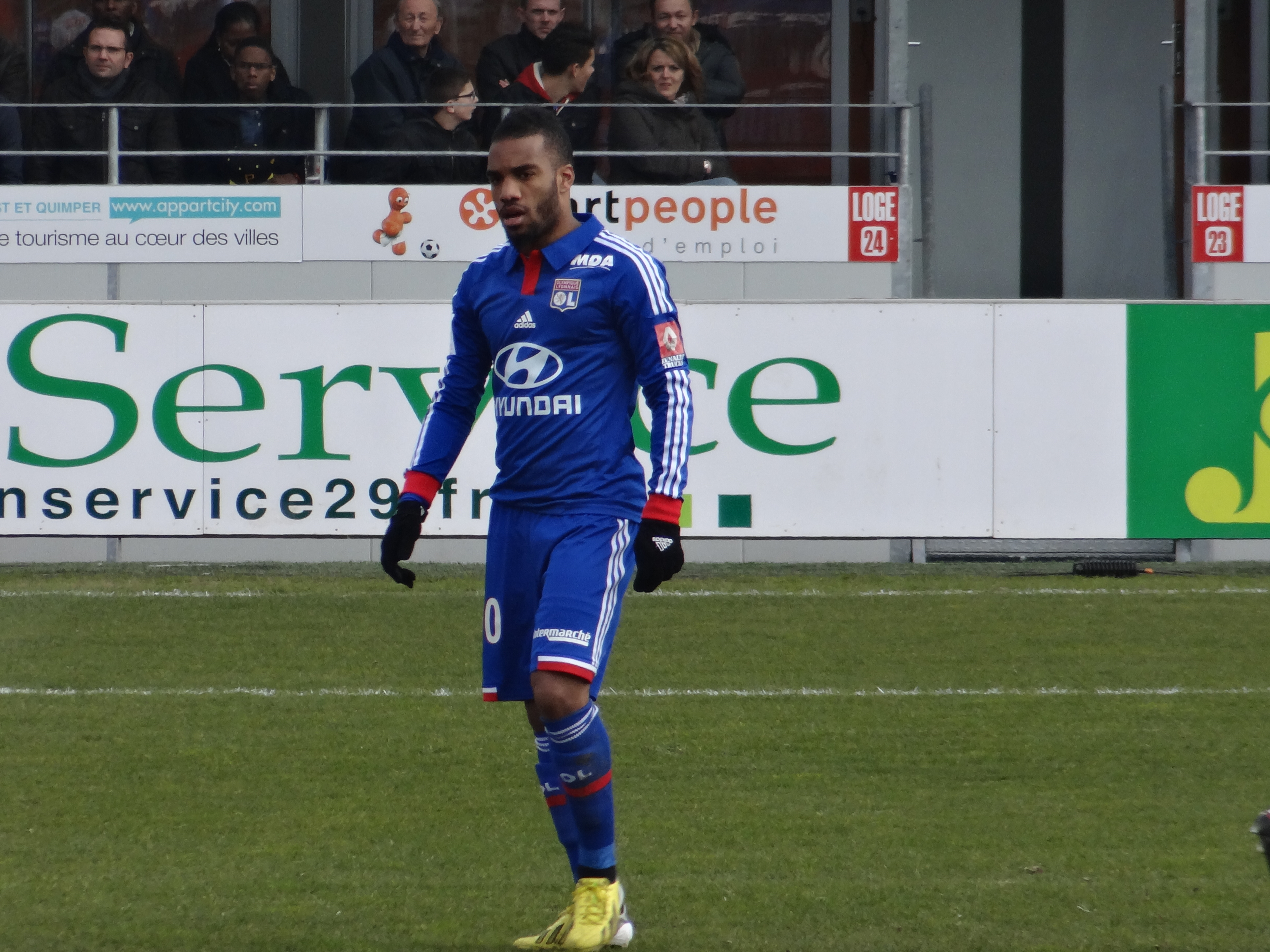
2013年效力里昂時的拿卡錫迪

在賽季後期，拉卡傑特受到里昂一線隊教練徵召，於2010年5月2日首次隨隊參與法甲聯賽，雖然里昂最後以1比0擊敗蒙彼利埃，但拉卡傑特並沒有上陣。3天後，拉卡傑特於對陣歐塞爾的聯賽中首次代表球隊上場。2010年7月3日，拉卡傑特與里昂簽署首份職業合同，為期3年。由於在簽約時，拉卡傑特在青年隊的合約還有一年期限，因此他的職業賽合約直至2011年7月1日才開始生效。

#### 2010-11賽季
拉卡傑特在2010年歐洲U-19足球錦標賽的表現，吸引了意大利甲組足球聯賽球隊羅馬的注意。他在2010年歐洲U-19足球錦標賽決賽上陣後立刻為里昂於2010年酋長盃上陣，於3日上陣3場比賽，而受到媒體與隊友雅尼斯·塔費和克萊門特·格萊尼爾的讚賞。
雖然拉卡傑特在2010年9月前仍限制在青年隊，但他仍跟隨一線隊進行2010-11賽季前集訓。10月31日，拉卡傑特在對陣索肖，攻入首個一線隊的入球，最終球隊以2比1擊敗對手。3日後，拉卡傑特在歐洲冠軍聯賽對陣葡萄牙足球超級聯賽球隊本菲卡時，首次於歐洲賽事上陣。他在下半場時球隊落後0比4時替補上場。拉卡傑特在上場後，便交出1次助攻予，拉近比數。第85分鐘時，拉卡傑特再次交出助攻，但球隊最終仍以3比4落敗。

#### 2011-16賽季
在2014年法國聯賽盃決賽中，拉卡傑特射入里昂唯一一個進球，然而球隊最後以1比2不敵巴黎聖日耳曼，未能奪冠。
2014年9月，拉卡傑特同意與里昂續約2年，新合約年期直至2018年。10月5日，拉卡傑特上演首次帽子戲法，協助里昂以3比0擊敗里爾。2015年4月26日，拉卡傑特在對蘭斯射進1球，以26個入球打破里昂史上單季進球最多的球員紀錄。2014年至2015年法國足球甲級聯賽賽季結束時，拉卡傑特以27個入球成為當季法甲神射手，並在同年獲得法甲年度最佳球員。
拉卡傑特出色的表現吸引了許多包括阿仙奴在內的英超球隊打算收購他，在2015年8月8日，拉卡傑特與里昂簽約並將合約延至2019年。11月8日，拉卡傑特在隆河-阿爾卑斯德比對陣聖伊天的比賽中，再度上演帽子戲法，助球隊在主場以3比0擊敗聖伊天。2016年1月9日，他在聯賽對陣特魯瓦時，在里昂的新主場盧米埃爾球場首次進球，最終球隊以4比1擊敗對手，此入球亦是球場啟用後首個入球。

#### 2016-17賽季
2016年10月29日，拿卡錫迪在對陣圖盧茲時梅開二度，協助球隊客勝2比1。賽後，他以101個入球超越，成為里昂史上入球第4多的球員。11月22日，拿卡錫迪在2016–17年歐洲冠軍聯賽分組賽對陣薩格勒布戴拿模時，接應的傳中球，攻入全場唯一一個入球，最終球隊作客以1比0小勝，保持出線的希望。
2017年2月初，拿卡錫迪於電視節目Canal Football Club上透露將於夏季轉會窗開啟後離開球隊。2月10日，里昂主席讓-米高·奧拉斯否認球員將會離隊，並表示拿卡錫迪的回應被傳媒剪接。

### 阿仙奴

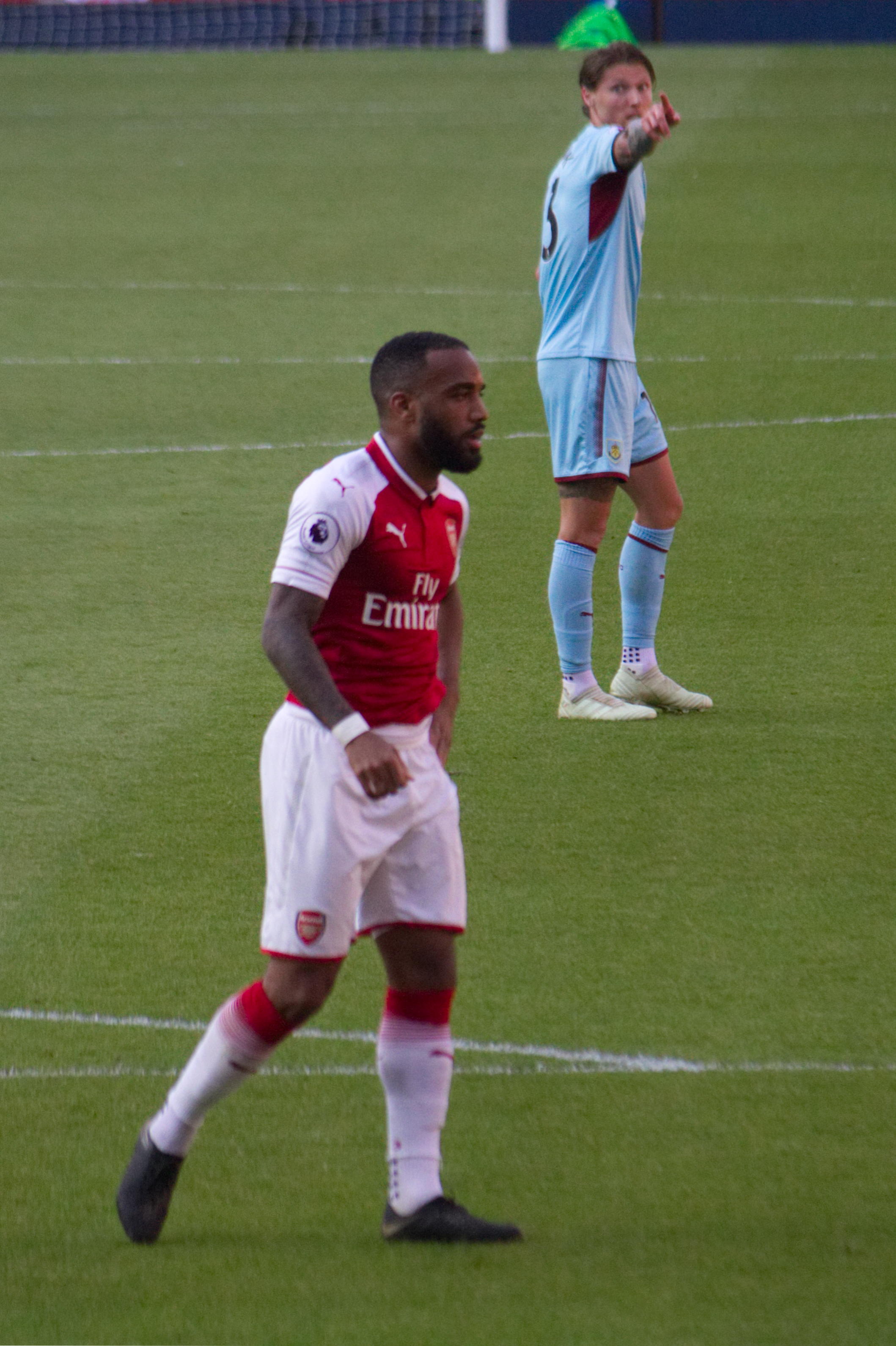
2018年5月，為阿仙奴上陣時的拿卡錫迪

2017年7月5日，拿卡錫迪轉會至英格蘭超級足球聯賽球會阿仙奴，簽約5年，轉會費為4650萬鎊，算上各種附加條款後，費用可達5260萬鎊。此次轉會打破了里昂售賣至拜仁慕尼黑的收入紀錄，亦超越了阿仙奴在2013年以4250萬鎊於皇家馬德里收購的轉會費紀錄，成為阿仙奴史上轉會費最高的球員。有報導指拿卡錫迪曾於2017年5月與西班牙甲組足球聯賽球隊達成口頭上的協議，於2017年的夏季轉會窗加盟。可是，国际体育仲裁院於6月1日宣佈，維持馬德里體育會因以違規手段簽入年青球員而被禁止收購球員2個轉會窗的決定，馬德里體育會將無法於2017年1月1日至2月2日以及同年6月1日至8月31日的轉會窗收購球員，最終令交易未能完成。

#### 2017-18賽季
2017年8月6日，拿卡錫迪於2017年英格蘭社區盾對陣車路士的比賽中，首次代表球隊上陣，最終阿仙奴以互射十二碼方式勝出。8月11日，拿卡錫迪在聯賽對陣李斯特城的比賽，於開賽第94秒攻入轉會後首個入球，協助球隊以4比3險勝。9月9日，他在聯賽對陣般尼茅夫的比賽中攻入1球，協助球隊在主場以3比0大勝。於對陣西布朗時，拿卡錫迪梅開二度，協助球隊以2比0勝出，繼1988年9月佈雷恩·馬伍德後，首位於聯賽首3場主場賽事皆有入球的阿仙奴球員。10月22日，拿卡錫迪在聯賽對陣愛華頓的比賽中，攻入首個作客聯賽入球，協助球隊以5比2勝出。此場比賽為他與、三人首次同時正選上陣。11月5日，在客負曼城3比1的比賽中，拿卡錫迪後備上陣後，接應的傳送攻入1球。於主勝哈德斯菲尔德5比0和主負曼聯1比3的比賽中，拿卡錫迪各進了一球。
其後，拿卡錫迪因傷缺席了一段時期的比賽，直至於3月主勝史篤城3比1的比賽中復出。他於第61分鐘後備入替，球會新簽下的球員讓出十二碼予拿卡錫迪操刀，後者亦成功射入。4月5日，他在欧足联欧洲联赛主勝莫斯科中央陆军4比1的比賽中梅開二度，首次於歐洲賽事建功。於欧足联欧洲联赛四強主場對陣馬德里體育會的比賽中，拿卡錫迪攻入1球，雙方最終賽和1比1。

#### 2020-21賽季
2020年9月12日，拿卡錫迪於聯賽首輪對陣富勒姆的比賽中攻入1球，助球隊以3比0勝出。

#### 2021-22賽季
2022年6月3日，阿仙奴官宣拿卡錫迪自由離隊。同年6月9日，里昂官宣拿卡錫迪回歸母會，簽約3年。

### 重返里昂
2022年8月6日，拿卡錫迪重返里昂後第一場正式比賽中取得一入球一助攻，協助球隊以2比1勝出。
2023年5月7日，拿卡錫迪在比賽中射入四球，協助球隊以5比4反勝蒙彼利埃。

## 國際隊生涯

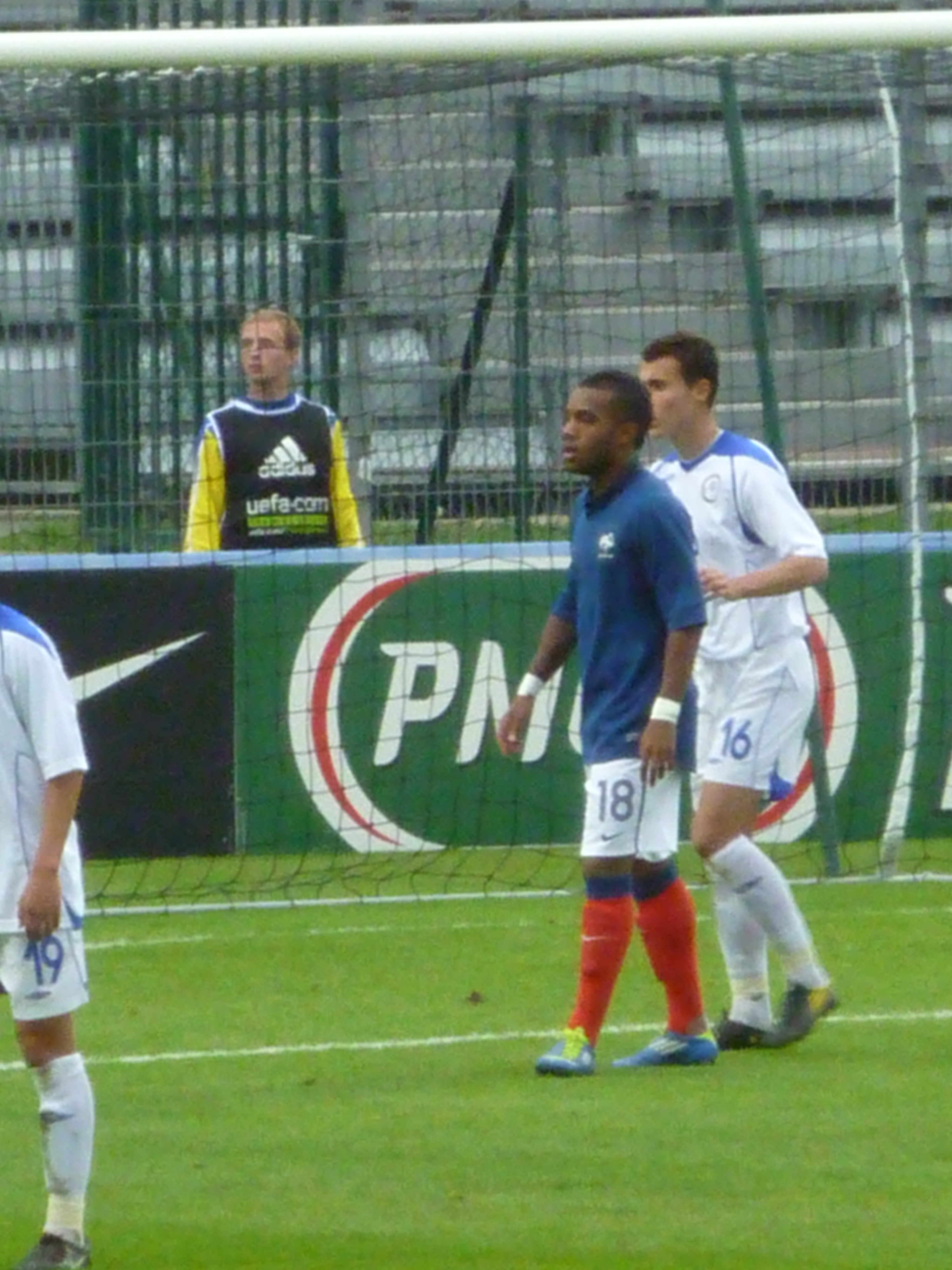
拉卡傑特於法國 U21期間，在克莱蒙费朗與哈薩克進行友誼賽。

### 青年隊
拉卡傑特曾代表法國各個階級的青年國家隊上陣。在法國 U17時期，拉卡傑特參與2008年歐洲U-17足球錦標賽，在小組賽對愛爾蘭 U17時，拉卡傑特在終場結束前踢進致勝的一球，助法國以2比1獲勝。然而在決賽時，法國以0比4不敵西班牙 U17。
在法國 U19時期，拉卡傑特在2010年6月7日受到領隊弗朗西斯·斯梅雷茨基的徵召，入選2010年歐洲U-19足球錦標賽18人大軍名單。在對陣奧地利 U19期間，拉卡傑特梅開二度，助法國隊以5比0擊敗奧地利隊。決賽期間，法國隊對上西班牙 U19，兩隊陣容與2008年歐洲U-17足球錦標賽決賽期間相差無幾。在比賽中，拉卡傑特在第85分鐘攻入致勝的入球，助法國隊以2比1擊敗西班牙隊，奪得冠軍。
法國隊因勝出2010年歐洲U-19足球錦標賽而獲得2011年國際足總U-20世界盃參賽資格，拉卡傑特隨後也加入法國 U20。2011年6月10日，拉卡傑特入選2011年國際足總U-20世界盃法國隊21人大軍名單。2011年7月30日，他隨法國出戰哥倫比亞 U20，但法國隊最後以1比4落敗。但在第二場小組賽對韓國 U20時，拉卡傑特射進1球，助法國隊以3比1取勝。總計，拉卡傑特在比賽中踢進5球，與阿爾瓦羅·瓦斯奎茲及恩里克·阿尔梅达並列該屆神射手，而法國隊也在該屆獲得殿軍。

### 成人隊
2013年5月23日，由於因傷無法出賽，拉卡傑特首度獲法國國家足球隊徵召。2013年6月5日，拉卡傑特在對陣烏拉圭國家足球隊的友誼賽中首次代表法國隊上陣，他在第58分鐘替換上場，然而法國最後以0比1落敗。2015年3月29日，在聖艾蒂安主場熱奧弗魯瓦基查爾球場舉行法國對丹麥國家足球隊的友誼賽期間，拉卡傑特首次在國家隊進球，助法國以2比0取勝。在比賽期間，由於拉卡傑特在隆河-阿爾卑斯德比有着出色表現，不時有聖艾蒂安的球迷對他報以噓聲。2017年11月14日，他在對陣德國的友誼賽中梅開二度，最終雙方賽和2比2。
2018年，拿卡錫迪意外落選世界盃23人名單，連同其阿仙奴隊友哥斯尼因傷退出，是自雲加1996年執教阿仙奴以來，首次沒有效力阿仙奴的法國球員參加世界盃。
2024年，代表法國23歲以下國家足球隊參加2024年巴黎奧運會足球項目。

## 比賽風格
拿卡錫迪於里昂初期時曾出任翼鋒的位置，其後才改任成為前鋒。他的入球能力、速度和盤扭技術出色，拿卡錫迪亦會在比賽時壓迫對手後防線，搶下皮球。把他與相比。

## 個人生活
亞歷山大·拉卡傑特的表弟羅穆亞爾德·拉卡傑特亦是一位足球員，司職中場，曾為法國 U18上陣。他現時為德國地区足球聯賽球隊1860慕尼黑的球員。

## 生涯統計

### 球會
截至2017年5月20日
| 球會     | 賽季        | 聯賽     | 聯賽 | 聯賽 | 國家盃 | 國家盃 | 聯賽盃 | 聯賽盃 | 歐洲賽事 | 歐洲賽事 | 其它 | 其它 | 總計 | 總計 |
| 球會     | 賽季        | 級別     | 出賽 | 進球 | 出賽   | 進球   | 出賽   | 進球   | 出賽     | 進球     | 出賽 | 進球 | 出賽 | 進球 |
| -------- | ----------- | -------- | ---- | ---- | ------ | ------ | ------ | ------ | -------- | -------- | ---- | ---- | ---- | ---- |
| 里昂     | 2009-10賽季 | 法甲     | 1    | 0    | 0      | 0      | 0      | 0      | 0        | 0        | —    | —    | 1    | 0    |
| 里昂     | 2010-11賽季 | 法甲     | 9    | 1    | 0      | 0      | 0      | 0      | 2        | 1        | —    | —    | 11   | 2    |
| 里昂     | 2011-12賽季 | 法甲     | 29   | 5    | 4      | 2      | 4      | 2      | 6        | 1        | —    | —    | 43   | 10   |
| 里昂     | 2012-13賽季 | 法甲     | 31   | 3    | 0      | 0      | 0      | 0      | 5        | 1        | 1    | 0    | 37   | 4    |
| 里昂     | 2013-14賽季 | 法甲     | 36   | 15   | 2      | 2      | 4      | 3      | 12       | 2        | —    | —    | 54   | 22   |
| 里昂     | 2014-15賽季 | 法甲     | 33   | 27   | 2      | 2      | 1      | 1      | 4        | 1        | —    | —    | 40   | 31   |
| 里昂     | 2015-16賽季 | 法甲     | 34   | 21   | 2      | 0      | 1      | 0      | 6        | 2        | 1    | 0    | 44   | 23   |
| 里昂     | 2016-17賽季 | 法甲     | 30   | 28   | 1      | 1      | 1      | 1      | 12       | 7        | 1    | 0    | 45   | 37   |
| 里昂     | 總計        | 總計     | 203  | 100  | 11     | 7      | 11     | 7      | 47       | 15       | 3    | 0    | 275  | 129  |
| 阿仙奴   | 2017-18賽季 | 英超     | 11   | 6    | 0      | 0      | 0      | 0      | 0        | 0        | 1    | 0    | 12   | 6    |
| 生涯總計 | 生涯總計    | 生涯總計 | 210  | 105  | 11     | 7      | 11     | 7      | 47       | 15       | 4    | 0    | 285  | 134  |

1. ↑  於法國盃出賽紀錄
2. ↑  於法國聯賽盃出賽紀錄
3. 1 2 3 4  於歐洲冠軍聯賽出賽紀錄
4. 1 2  於欧足联欧洲联赛出賽紀錄
5. 1 2 3  於法國超級盃出賽紀錄
6. ↑  於歐洲冠軍聯賽出賽4場；於欧足联欧洲联赛出賽8場，並進2球
7. ↑  於英格蘭社區盾出賽紀錄

### 國家隊上陣紀錄
截至2017年6月2日
| 法國 | 法國 | 法國 |
| 年份 | 出賽 | 進球 |
| ---- | ---- | ---- |
| 2013 | 2    | 0    |
| 2014 | 3    | 0    |
| 2015 | 5    | 1    |
| 2016 | 0    | 0    |
| 2017 | 6    | 2    |
| 總計 | 13   | 3    |

### 國際賽進球
截至2017年6月2日
| #  | 日期           | 場館                                 | 對手 | 比數 | 結果 | 賽事   |
| -- | -------------- | ------------------------------------ | ---- | ---- | ---- | ------ |
| 1. | 2015年3月29日  | 法國，圣艾蒂安，熱奧弗魯瓦基查爾球場 | 丹麦 | 1–0  | 2–0  | 友誼賽 |
| 2. | 2017年11月14日 | 德國，科隆，莱茵能源体育场           | 德国 | 1–0  | 2–0  | 友誼賽 |
| 3. | 2017年11月14日 | 德國，科隆，莱茵能源体育场           | 德国 | 2–1  | 2–0  | 友誼賽 |

## 榮譽

### 球會
里昂
- 法國盃冠軍：2011–12
- 法國超級盃冠軍：2012

 阿仙奴
- 英格蘭社區盾冠軍：2017、2020
- 英格蘭足總盃冠軍：2019–20[63]

### 國家隊
法國U19
- 歐洲U-19足球錦標賽冠軍：2010年（英语：2010 UEFA European Under-19 Championship）[49]

### 個人
- 國際足協U-20世界盃銅靴獎：2011年
- 法甲年度最佳陣容（英语：Trophées UNFP du football#Team of the Year）：2013-14賽季[64]、2014-15賽季[16]、2016-17賽季[65]
- 法甲年度最佳球員（英语：Trophées UNFP du football#Player of the Year）：2014-15賽季[16]
- 法甲神射手（英语：Top goalscorers in Ligue 1）：2014-15賽季[15]
- 金球獎 (11人雜誌)第3名：2014-15賽季[66]
- 法國甲組足球聯賽每月最佳球員：2014年12月、2015年1月、2016年8月
- 欧足联欧洲联赛最佳陣容：2016-17賽季[67]

## 外部連結
- 阿歷山大·拿卡錫迪 （页面存档备份，存于）於olweb網站上的紀錄
- 阿歷山大·拿卡錫迪 – 法國職業足球聯賽数据 – 支持法语（已存档）
- 阿歷山大·拿卡錫迪 – FIFA國際賽競賽紀錄 (存檔)
- 阿歷山大·拿卡錫迪－UEFA國際賽競賽紀錄
- 阿歷山大·拿卡錫迪在《隊報》足球中的档案 （法文）
- Soccerway資料庫：阿歷山大·拿卡錫迪
- 阿歷山大·拿卡錫迪 （页面存档备份，存于）於FFF網站上的紀錄